# Route nationale 23 (Burkina Faso)
Pour les articles homonymes, voir Route nationale 23.
La route nationale 23 (RN 23) est une route du Burkina Faso allant de Ouahigouya à Dori puis vers le Niger. Sa longueur est de 360 km.

## Tracé
- Ouahigouya
  - Poédogo
  - Liligomdé
  - Rikou
  - Rapougouma
  - Aérodrome de Ouahigouya
  - Tougou
  - Ansolma
  - You
- Titao
  - Toulfé
  - Pobé-Mengao
- Djibo
  - Tongomayel
  - Béléhédé
  - Gaïk-Goata
- Arbinda
  - Liki
- Gorgadji
  - Yacouta
  - Touka-Wendou
- Dori
  - Kampiti
  - Katchirga
  - Kalongalona
  - Seno-Tiondi
  - Petel-Karkallé
- Frontière entre le Burkina Faso et le Niger où elle devient la RN 24 au Niger allant vers Téra